# 합부훈민정음
합부훈민정음(合部訓民正音)은 이청(李靑)이 경상북도 대구시 동성로 3가 108번지(大邱府 東城町 三丁目 一0八 番地)에 소재한 창란각(蒼蘭閣)이라는 출판사에서 1946년 4월에 출판한 책이다. 석인본으로 인쇄한 1책. 훈민정음 해례본과 언해본을 합쳐서 한 책에 넣었다고 '합부'라는 이름을 앞에 붙인 것이다. 이 책은 해례본 본문 전체를 단행본으로 영인하여 간행한 최초의 서적으로, 서울 통문관의 영인본보다 이르다. 경북대학교 백두현 교수가 발굴하여 일본 조선학회에서 간행한 《조선학보》 214집(2010)에서 소개하였다. 발행자인 이청이라는 사람에 대해서는 잘 밝혀져 있지 않다.